# Cerastium axillare
Cerastium axillare är en nejlikväxtart som beskrevs av Donovan Stewart Correll. Cerastium axillare ingår i släktet arvar, och familjen nejlikväxter. Inga underarter finns listade i Catalogue of Life.